# El Guettar
El Guettar là một đô thị thuộc tỉnh Relizane, Algérie. Dân số thời điểm năm 2002 là 13.718 người.